# 王浮
王浮（265年—313年）是生活在晋惠帝在位时期的道教道士。他是洛阳人。

## 簡述
王浮是天师道祭酒。他被認為是《老子化胡經》的作者。據説他撰寫了《老子化胡經》第一卷，有説法聲稱魏明帝为之撰序。該教典宣稱道家創立者老聃西行至胡人所居住的地方，再派其弟子尹喜創立佛家。

## 關於王浮是否撰寫了《老子化胡經》這個問題的不同説法
傳統上 王浮被認為是《老子化胡經》的作者，但在近年，這一傳統説法開始受到質疑。

### 認為《老子化胡經》的一卷本是王浮的作品一説不太可信的説法
有宗教史學研究人聲稱佛教方面的相關典籍所提出的《老子化胡經》的一卷本是王符的作品這一説法是不太可信的，原因是現時已經無法得知蕭梁帝國統治時期《老子化胡經》的面貌，其聲稱根據不同的文獻上的相關記載，《老子化胡經》有多個版本，其中一些版本的內容與《老子化胡經》在敦煌被發現的版本的內容不一樣，但流傳至宋朝時期的《老子化胡經》的十卷本的內容可能與敦煌本的內容是相似的，可是《老子化胡經》在元朝時期已經被焚毀，經此一劫，《老子化胡經》就此亡佚。

### 否認王浮撰寫了《老子化胡經》的説法
一些人否認《老子化胡經》是由道士所撰寫的，例如斈者柴田宜勝聲稱王孚撰寫了《老子化胡經》這一説法是佛教苾芻慧皎所編造的謊言，斈者金姬雅舒更聲稱印度教起源於位於中華西藏的岡波仁齊山且是由老聃與釋尊生存於同一時期的弟子傳播到印度的，故此有説法聲稱，由於在老聃撰寫《老子》時，悉達多太子仍在苦修，《佛經》尚未出現，但包括《管子》及《太公》在內的道家典籍在當時已經為人們所熟悉，因此佛家思想可能源自道家思想。然而，有研究人聲稱目前沒有確鑿證據顯示老聃曾經前去教化胡人，而且道家思想與佛教教義之間有許多差別，故難以證明佛教教義源自道家思想。

### 認為王浮的弟子而非王浮本人撰寫了《化胡經》的説法
首都師範大學歷史系研究生劉毅在被發表於1997年的一篇文章中批駁了王浮撰寫了《化胡經》這一説法，他聲稱由於佛教最早提及《化胡經》的典籍出現在劉宋帝國統治時期，王浮撰寫了《化胡經》這一説法則出現在蕭梁帝國統治時期，最重要的是《化胡經》本身出現在四世紀末或五世紀初，那時王浮已經去世百多年之久，因此《化胡經》不可能是由王浮所創作的，其可能是由他生活在蕭梁帝國統治時期的弟子所創作的。

### 認為王浮所撰寫的與現有的相關教典不相同的説法
道教文化中心資料庫的相關條目聲稱《化胡經》是由王浮所撰寫的，但其提到在敦煌被找到的《化胡經》不是王浮的作品。
《佛光大辭典》的作者接受了王浮撰寫了《老子化胡經》這一説法，但其在《佛光大辭典》中聲稱，在敦煌被發現的所謂的《老子化胡經》的第一卷顯示其名稱是'老子西昇化胡經序説第一'，但王浮從未稱之為'老子西昇化胡經'，另外，根據研究，《大正藏》所收錄的《老子西昇化胡經》的內容與王浮所寫的《老子化胡經》的內容並不一樣，此外，《老子西昇化胡經》的內容包含了濃厚的摩尼教思想，故此在敦煌被發現的《老子西昇化胡經》可能是於摩尼教在唐朝時期傳入後才成書的，與王浮所寫的《老子化胡經》並不相同。

### 認為王浮撰寫了相關教典但其有多個傳本的説法
道教學術資訊網站相關條目聲稱《老子西升化胡經》是由王浮所撰寫的，當時只有一卷，後來逐漸被增至十卷，根據不同的史料上的相關記載，這本教典也被稱為《老子化胡成佛經》或《明威化胡經》，此外，這本教典在元朝時期的版本的內容與它在唐朝時期的版本的內容不一樣，後者與史籍所記載的相關內容也不一樣，可見其傳本的流傳情況是很複雜的。